# Republika Tanganjika
Republika Tanganijka bila je suverena država u Istočnoj Africi. Nalazila se između Indijskog oceana i Afričkih velikih jezera: Victorije,  Malawija i Tanganjike. Stekla je nezavisnost od Velike Britanije kao prostor Commonwealtha 9. prosinca 1961. postajući republika unutar zajednice nacija Commonwealtha. Točno se godinu dana kasnije 9. prosinca 1962., dana, 26. travnja 1964. udružila s otocima Zanzibara i postala dio Tanzanije.